# Enni Id

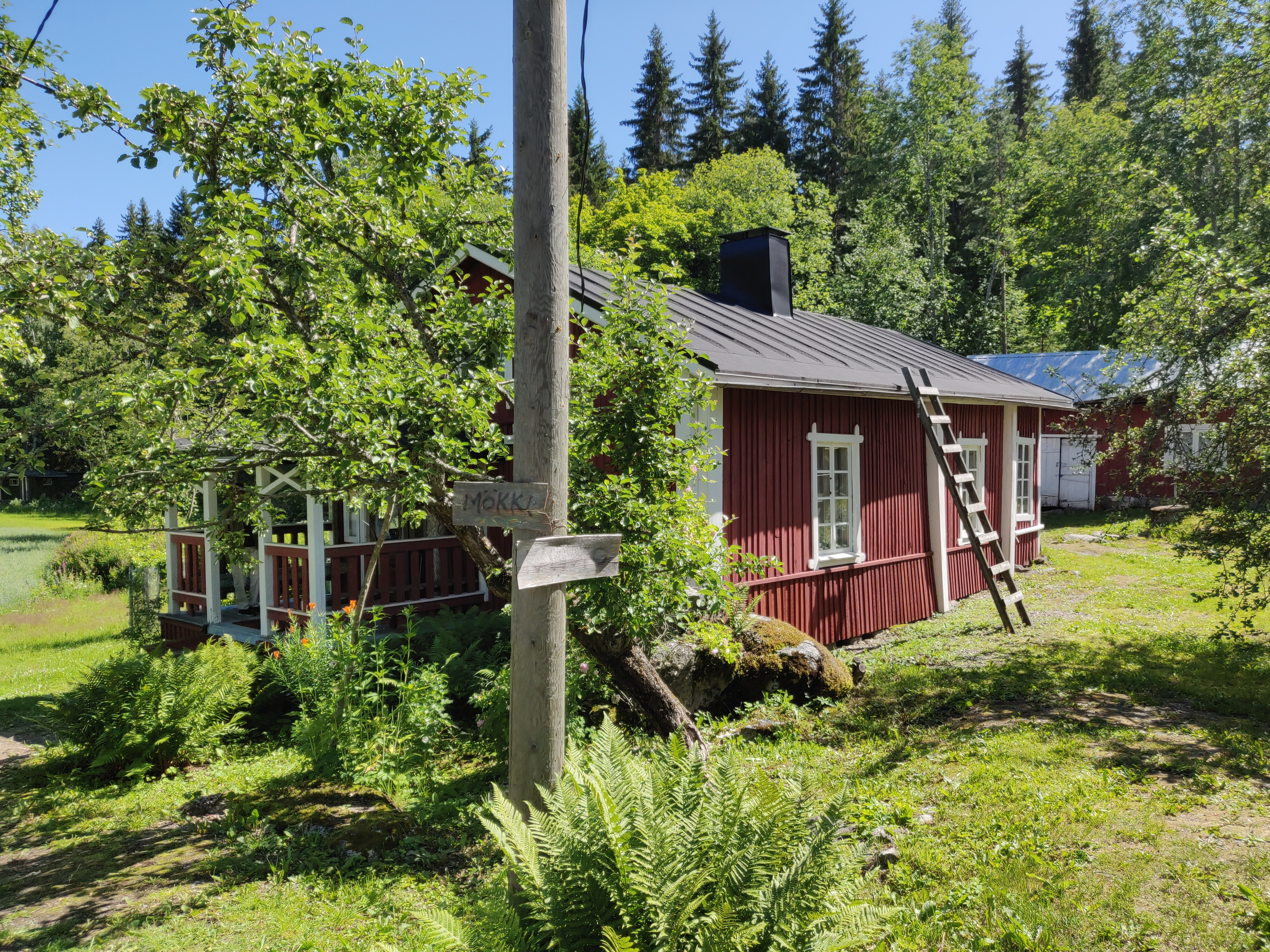
Enni Ids stuga i Padasjoki, numera museum

Enni Vilhelmiina Martantytär Id, född Nieminen 10 januari 1904 i Padasjoki i Finland, död 4 april 1992 i Padasjoki, var en finländsk folkmålare.
Enni Id växte upp i en torparfamilj med många syskon. Som barn fick hon arbeta med att vakta familjens djur. Hon lämnade den hårda hemmiljön vid tjugoårsåldern och for till Helsingfors, där hon studerade och var biträde i sin mosters sybehörsaffär. Hon gifte sig 1929 med mekanikern Kaarlo Hiekkarinne. Makarna bodde i Berghäll i Helsingfors, men maken dog efter några få år, varefter hon flyttade tillbaka till Padasjoki 1936. Hon gifte om sig 1939 med muraren Edvard Id. Enni Id hade inga barn.
Hon började måla på heltid efter den andra makens död 1966. Hon var då över 60 år gammal. Hon ställde ut första gången på Helsingfors konsthall 1973 på en samlingsutställning för naiv konst. Enni Id hade separatutställningar på Galleri Brahe i Åbo 1973 och på Helsinki Art Point 1975.

## Enni Ids personmuseum
Enni Ids stuga har bevarats och sköts av Kellosalmi-Seitniemi-Virmaila byförening. Den är öppen som museum.